# Nate Kmic
Nate Kmic (Delta, 22 giugno 1987) è un ex giocatore di football americano statunitense, che ha giocato come runningback.
Dopo aver giocato per la squadra universitaria dei Mount Union Purple Raiders, si trasferisce nel 2011 ai finlandesi Lappeenranta Rajaritarit.

## Palmarès
- 1 Mondiale (2011)